# Winsum vasútállomás
Winsum vasútállomás vasútállomás Hollandiában, Winsum községben, Winsum településen.

## Vasútvonalak
Az állomást az alábbi vasútvonalak érintik:
- Sauwerd–Roodeschool-vasútvonal

## Kapcsolódó állomások
A vasútállomáshoz az alábbi állomások vannak a legközelebb:
- Baflo vasútállomás
- Sauwerd vasútállomás